# Somalijski građanski rat
Somalijski građanski rat naziv je za niz dugogodišnjih, međusobno kratkotrajno isprekidanih oružanih sukoba od kraja 1980-ih do danas s elementima građanskoga rata u istočnoafričkoj državi Somaliji. Početak dugotrajnog sukoba predstavlja tzv. Somalijski ustanak, dvadesetogodišnji gerilski rat islamskih ekstremističkih skupina protiv komunističke vojne hunte na čelu s diktatorom Siadom Barreom. Unutardržavni sukob intenzivirao se ponovno 2006. godine, djelovanjem združenih islamističkih snaga Al-Kaide i Islamske države protiv mirovnih misija Afričke unije i međunarodnoga savezništva na čelu sa Sjedinjenim Državama u sklopu Svjetskog rata protiv terorizma
Sukobu pogoduje i netrepeljivost većinskog muslimanskog i arapskog stanovništva prema vjerskim i etničkim manjinama, napose etiopskim kršćanima, kao i granični i međudržavni sporovi sa susjednim državama (pitanje Somalilanda i drugih samoproglašenih teritorija), Arapsko proljeća, uspon Islamske države i radikalnog islamskog terorizma.
U razdoblju između 1991. i 2011. prema procjenama je poginulo između 350 i 500 tisuća vojnika i civila, a raseljeno je i prognano više od milijun ljudi, pretežno Somalijaca i Etiopljana.

## Vanjske poveznice
- Procjene broja poginulih